# 集集線
集集線（しゅうしゅうせん）は台湾彰化県二水郷の二水駅から南投県水里郷の車埕駅に至る台湾鉄路管理局の鉄道路線。集集支線とも呼ばれる。2021年8月のトンネル損傷に伴い、集集駅から車埕駅間は不通となっている。

## 概要
全長29.7kmの行き止まりローカル線で、風光明媚な観光地日月潭（にちげつたん）へのアクセスルートである。日本のローカル線以上にノスタルジックな雰囲気を味わえる。南投県政府は「南投県観光鉄道」という愛称を付けて、観光客招致に用いている。
日本統治時代に、台湾電力の水力発電所の建設資材の輸送のために敷設された古い路線であり、駅舎など各所に当時のままの設備が現存している。専用鉄道としての開業は1921年（大正10年）で、その後1927年（昭和2年）5月1日に台湾総督府に買収され、同鉄道部（台湾総督府鉄道）の集集線となった。その際、タンク式蒸気機関車6両が台湾総督府鉄道籍となっている。

## 路線データ
- 管理者：台湾鉄路管理局
- 路線距離（営業キロ）: 二水 - 車埕間　29.7km
- 軌間：1,067mm（狭軌）
- 駅数：7
- 複線区間 : 無（全線単線）
- 電化区間 : 無
- 電報略号：ㄐㄧㄐㄒ
- 開業日：1922年1月14日開通
- 閉塞方式：二水 - 濁水「タブレット閉塞式」、濁水 - 車埕 - 濁水「スタフ閉塞式」

## 歴史
- 1919年 - 建設開始[2]。
- 1921年 - 台湾電力株式会社の門牌潭発電所（現在の大観水力発電廠（中国語版））建設の専用線として開通[2]。
- 1922年1月14日 - 社用品以外の貨物運輸と旅客扱い開始[注 1]。外車埕から発電所のある門牌潭までの貨物線区間は発電所竣工後まもなく廃止されている[2]。
- 1927年5月1日 - 当時の372.8万円で台湾総督府に買収され[2]、総督府鉄道の路線となる[6]。
- 1999年9月21日 - 921大地震（集集大震災）で壊滅的な被害を受ける[3]:頁48。
- 2001年1月21日 - 地震の被害より復興し営業再開[7]。
- 2007年2月3日 - 「2007南投火車好多節」開催に伴い、臨時駅「夢幻鉄道村駅」を水里 - 車埕間に設置（3月11日まで）[8]。
- 2010年4月15日 - 龍泉から車埕間がトンネル補修のため、長期運休。バスによる代行運転[9]。当初の工期は2011年1月23日までだったが、トンネル内の出水により工事が長引き延長された[10]。
- 2011年7月9日 - トンネル改修工事が完了し、全線で運転再開[11]。
- 2014年8月28日 - 日本の千葉県を走るいすみ鉄道と姉妹鉄道の縁組みを結び、周永暉台湾鉄路局長（当時）が訪日の上千葉県勝浦市内で仮調印式を行う。10月の本調印後は相互送客やイベントの共同企画に取り組むことになった[12]。なお、日台の鉄道の姉妹提携の例として、江ノ島電鉄と平渓線が共同で一日乗車券の交流の例などがある[13]。
- 2015年2月11日 - 集集線といすみ鉄道の「1日乗車券相互交流」が正式に始まる。2016年12月31日まで、一方の鉄道で使用した1日乗車券を提携路線の窓口に提出すると、提携路線の1日乗車券と引き換えられるというもの[14]。
- 2016年8月27日 - 集集線と天竜浜名湖鉄道天竜浜名湖線が姉妹鉄道協定を締結。同日から2017年12月31日まで、「1日乗車券の相互無償提供」が開始される。一方の有効期間内の使用済み「1日乗車券」をもう一方の鉄道の指定窓口に持参すると、「1日フリー乗車券」と無償で交換できる[15]。

### 2021年の土砂災害
2021年8月14日早朝、大雨により本路線の二号トンネル及び三号トンネル上の土砂が地すべりを起こして並行する省道台16線の路上に崩落し、集集駅 - 車埕駅間が不通となる。20日にいったん開通したが、25日の降雨の影響により再度地すべりを起こして二号トンネルが損傷したため、26日始発から再び同区間不通、集集駅折り返し運転となる。台鉄は9月2日、二号トンネル再建には8か月を要し、翌年4月末の復旧完了までは同区間をバス代行とする方針を発表した。不通前の時刻のまま集集駅で折り返す際、一度エンジンを止めると発車まで40分間以上のアイドリングが必要なことにより、駅付近の住民や観光客から排気ガスや騒音の苦情が出ていたことを受け、11月13日以降は折り返し地点を付近に人家のない22.1km地点（集集駅から車埕方約2kmの地点）に変更。下り列車は集集駅で乗客を降ろした後、同地点まで回送し、折り返し時刻を待つこととした。
2022年4月1日時点で、2月の豪雨と3月の地震の影響で斜面復旧工事が遅れているため、復旧を8月まで延長することが発表されたが、2022年5月18日の豪雨で発生した新たな土砂災害により年内の復旧も困難となり、復旧工事は2023年3月までの延期が見込まれている。

### 将来
政府の公共インフラ投資「前瞻基礎建設計画」に当路線の改良が組み込まれ、各駅のホーム延伸や集集、水里、車埕の1～2駅に交換駅を設置して運転間隔を現在の80分程度から60分程度に短縮するなど観光鉄道路線としての近代化が行われる予定である。また、同時に計画された縦貫線の田中駅と高鉄彰化駅を結ぶ田中線（仮称）開通時には高鉄彰化駅からの直通運転を構想している。

## 運行形態
- 運行間隔は1時間20分 - 2時間に1本となっており、本数は少なめである。
- 2往復ずつ西部幹線の彰化との区間快車と田中までの区間車も乗り入れる[21]。

## 使用車両
- DR1000型気動車

## 駅一覧
| 駅名   | 駅名         | 駅名     | 駅間 キロ | 累計 キロ | 等級 | 接続路線・備考                 | 所在地 | 所在地 |
| 日本語 | 繁体字中国語 | 英語     | 駅間 キロ | 累計 キロ | 等級 | 接続路線・備考                 | 所在地 | 所在地 |
| ------ | ------------ | -------- | --------- | --------- | ---- | ------------------------------ | ------ | ------ |
| 二水駅 | 二水車站     | Ershui   | 0.0       | 0.0       | 二等 | 縦貫線と接続                   | 彰化県 | 二水郷 |
| 源泉駅 | 源泉車站     | Yuanquan | 2.9       | 2.9       | 招呼 | 無人駅                         | 彰化県 | 二水郷 |
| 濁水駅 | 濁水車站     | Zhuoshui | 7.9       | 10.8      | 丙簡 | 台湾糖業鉄道：中濁線（廃止）   | 南投県 | 名間郷 |
| 龍泉駅 | 龍泉車站     | Longquan | 4.9       | 15.7      | 招呼 | 無人駅。中興二号線分歧駅       | 南投県 | 集集鎮 |
| 集集駅 | 集集車站     | Jiji     | 4.4       | 20.1      | 簡易 | 日本時代の木造駅舎             | 南投県 | 集集鎮 |
| 水里駅 | 水里車站     | Shuili   | 7.2       | 27.4      | 簡易 | 日月潭、東埔温泉方面バス乗換駅 | 南投県 | 水里郷 |
| 車埕駅 | 車埕車站     | Checheng | 2.3       | 29.7      | 簡易 |                                | 南投県 | 水里郷 |

## 画像
- 水里駅前に停車中の員林客運の連絡バス
- 観光客で賑わう集集駅
- 保存貨車と野良犬（車埕駅）
- 集集線で使われていた硬券乗車券

## 南投火車好多節
南投火車好多節（南投鉄道フェスティバル）は年1回南投県政府による主催で行われていたイベント。2007年以降、沿線の名間・集集・水里の3郷鎮で鉄道に関するパビリオンが設置されたり、台鉄の蒸気機関車牽引列車が集集線を走行している。
2007年2-3月
- きかんしゃトーマス展示[22]、開催中に夢幻鉄道村駅設置[23]。

2008年7-8月
- CK124運行[24]。

2009年7-8月
- CK124運行[25]。

2010年7-8月
- CK124運行、きかんしゃトーマス展示[26]。

2011年
- 建国100周年と集集線全線運行再開を記念し、CK101とCK124運行[27]

2012年7-8月
- DT668運行[28][29]

2013年7-8月
- DT668運行[30][31]。

2014年7-8月
- CK124とDT668運行[32]、くまのがっこうラッピング列車運行[33]。

2015年（ランタンフェスティバルを重視するため、9回目以降は開催されなくなった）
2016年
- 2月のランタンフェスティバル期間にLEDで装飾したラッピング列車を運行[35]。

### 註釈
1. ↑  一部で1月13日などの記述があるが[3]:頁45、総督府の許可日であり[4]、当時の鉄道年報では営業開始日が14日となっている[5]。